# Cerebratulus annellatus
Cerebratulus annellatus är en djurart som tillhör fylumet slemmaskar, och som först beskrevs av Leuckart 1849.  Cerebratulus annellatus ingår i släktet fläsknemertiner, och familjen Cerebratulidae. Inga underarter finns listade i Catalogue of Life.